# Misión Internacional Independiente de determinación de los hechos sobre Venezuela
La Misión Internacional Independiente de determinación de los hechos sobre la República Bolivariana de Venezuela es una misión establecida por el Consejo de Derechos Humanos de las Naciones Unidas mediante la resolución 42/25 en septiembre de 2019 presidida por Marta Valiñas para documentar las violaciones de los derechos humanos durante la Revolución bolivariana.

## Antecedentes
Desde el establecimiento del chavismo como corriente política dominante en Venezuela a finales de los años 90’s, surgieron grupos sociales de tipo comunitario autodenominados “colectivos”, que apoyan al Partido Socialista Unido de Venezuela (PSUV) y a los gobiernos del expresidente Hugo Chávez y actualmente de Nicolás Maduro. Estos grupos manifiestan estar dedicados a la promoción de la democracia, de grupos políticos y actividades culturales, sin embargo la mayoría de ellos actúan como grupos paramilitares para la defensa del chavismo.
Este comportamiento negativo se ha intensificado desde inicios del mandato de Nicolás Maduro en el año 2013. Desde entonces, factores de oposición al chavismo han documentado y denunciado conductas de intimidación y hasta hechos delictivos por parte de estos colectivos con el apoyo del Estado, quienes frecuentemente intervienen en las marchas opositoras para arremeter contra los manifestantes, lo que provoca hechos de consecuencias trágicas.
Ya finalizando su mandato constitucional en 2018, Nicolás Maduro solicitó públicamente en diversas ocasiones estar preparados para el combate en caso de que sucediera un golpe de Estado en su contra o una intervención militar extranjera, alimentando aún más la actitud negativa de estos grupos.
Los colectivos no han sido los únicos grupos que infunden temor en la población civil. Desde que inició el mandato de Nicolás Maduro en 2013, las fuerzas de seguridad del Estado también han sido empleados como instrumentos de intimidación en contra de la población civil. En la mayoría de las protestas de oposición en contra de Maduro, la intervención de los cuerpos de seguridad estatal ha dejado como consecuencia elevados saldos de heridos y fallecidos, sin que las autoridades pertinentes castiguen a los culpables.
Las Fuerzas de Acciones Especiales (FAES), violando la Ley pero con apoyo del Estado realizan operativos en los sectores populares del país para supuestamente combatir la delincuencia, pero con la aplicación de ejecuciones extrajudiciales en contra de civiles desarmados. El propio Estado venezolano ha criminalizado de facto la protesta. La práctica frecuente es acusar de traición a la patria a cualquier manifestante, quienes en detrimento de sus derechos constitucionales, son enjuiciados en tribunales militares, aunque estos tribunales existen solo para procesar militares, no civiles.

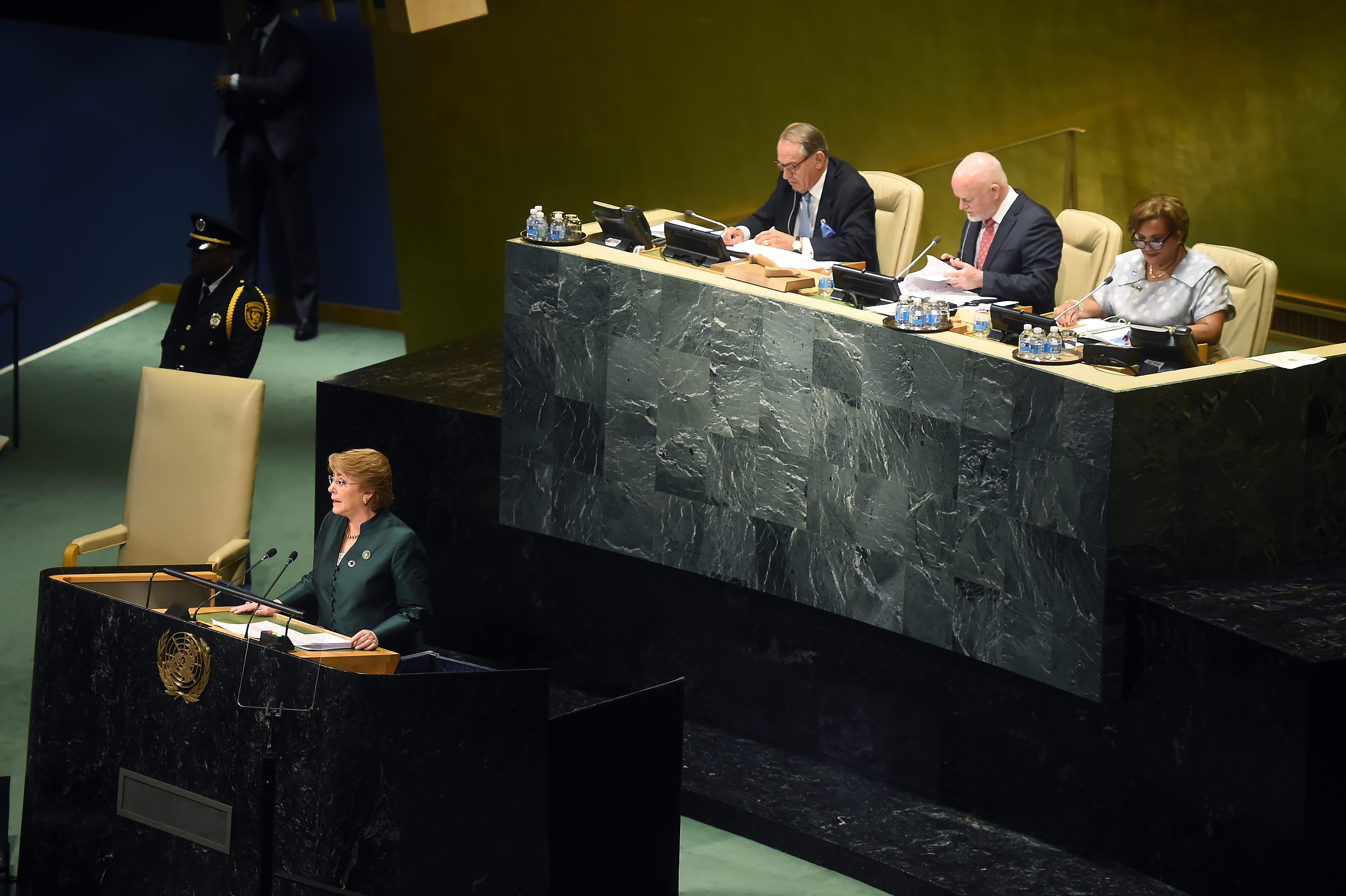
Michelle Bachelet como alta Comisionada visitó a Venezuela en 2019 y declaró que “hay casos de torturas” y “ejecuciones extrajudiciales” en Venezuela.

La Oficina del Alto Comisionado de las Naciones Unidas para los Derechos Humanos (OACNUDH) publicó en 2018 un informe donde se documentaba como las fuerzas de seguridad del Estado utilizaban las detenciones arbitrarias como mecanismo para intimidar a los disidentes del gobierno de Nicolás Maduro. Igualmente denuncia el escrito que las personas detenidas con frecuencia eran sometidas a torturas y tratos crueles. Asimismo se expone en el informe casos en que miembros de las fuerzas de seguridad, presuntamente responsables de la ejecución extrajudicial de manifestantes, fueron liberados a pesar de ser objeto de órdenes judiciales de arresto o permanecieron simplemente retenidos en comisarías o cuarteles militares donde podían moverse libremente y no eran tratados como detenidos. Posteriormente en 2019, Michelle Bachelet, Alta Comisionada de las Naciones Unidas para los Derechos Humanos expuso su informe oral en donde denunciaba los actos delictivos cometidos por los colectivos armados pro-gubernamentales, destacando también las ejecuciones extrajudiciales cometidas por el FAES y la negativa expresa del Ministerio Público a iniciar investigaciones sobre estos hechos.
La oposición también ha denunciado que Iris Varela, ministra del Servicio Penitenciario, ha liberado reos en diversas ocasiones para arremeter contra los participantes de las distintas marchas opositoras. La tendencia en la alta esfera del chavismo es la difusión de odio en contra de la oposición venezolana, quien es vista no como un adversario político sino como un enemigo que se debe erradicar.Por ejemplo, Diosdado Cabello, quien a través de su programa “Con el mazo dando”, transmitido por el canal estatal Venezolana de Televisión (VTV), acusa públicamente de distintos delitos a varios individuos de oposición, aun sin presentar pruebas de sus acusaciones. Incluso el propio Nicolás Maduro en 2018 amenazó con aplicar ejecuciones extrajudiciales a cualquier opositor que considerara "terrorista", esto en alusión al asesinato del exfuncionario Óscar Alberto Pérez en manos de efectivos de seguridad del Estado.

## Breve historia

### Creación
La Misión fue creado el 27 de septiembre de 2019 mediante la resolución 42/25 para evaluar las violaciones de derechos humanos desde 2014: incluido la persecución a grupos opositores, la inmigración, la crisis alimentaria, el sexismo estatal hacia la mujer y niña venezolana, entre otros; desde los inicios del primer gobierno de Nicolás Maduro, del Partido Socialista Unido de Venezuela, por un tiempo de dos años. La resolución por medio de la cual se creó el mandato fue presentada por una coalición de gobiernos de la región denominada Grupo de Lima, que incluía a Argentina, Brasil, Canadá, Chile, Colombia, Guatemala, Guyana, Honduras, Paraguay y Perú. La Oficina del Alto Comisionado de las Naciones Unidas para los Derechos Humanos liderada por Michelle Bachelet informó lo siguiente en su informe de 2019:

En el informe, que se elaboró a petición del Consejo de Derechos Humanos de las Naciones Unidas, se afirma que en el último decenio –y especialmente desde 2016- el Gobierno venezolano y sus instituciones han puesto en marcha una estrategia “orientada a neutralizar, reprimir y criminalizar a la oposición política y a quienes critican al Gobierno”. Un conjunto de leyes, políticas y prácticas que ha reducido el ámbito democrático, ha desmontado el sistema de control institucional sobre el poder ejecutivo y ha permitido la reiteración de graves violaciones de derechos humanos. En el documento se destaca la repercusión de la profunda crisis económica, que ha privado a la población de los medios necesarios para satisfacer sus derechos fundamentales en materia de alimentación y cuidados médicos, entre otros.
Informe de la Oficina de las Naciones Unidas para los Derechos Humanos sobre Venezuela insta a adoptar de inmediato medidas para detener y remediar graves violaciones de derechos.

En el ámbito de la crisis presidencial de Venezuela, Juan Guaidó expresó que «el Informe de la ONU pone a Maduro a nivel de los crímenes atroces cometidos por Muamar el Gadafi», mientras que Maduro descalificó el informe «por estar plagado de falsedades».

### Extensión
El 7 de octubre de 2022, el Consejo de Derechos Humanos adoptó una resolución para extender por dos años el mandato de la Misión Internacional Independiente. La resolución también prorroga el mandato de la Oficina del Alto Comisionado para los Derechos Humanos, que tiene presencia en Caracas. Fue patrocinada conjuntamente por cerca de 50 países y se aprobó con 19 votos contra 5, y 23 abstenciones, de la cual en esta ocasión retiraron su apoyo Argentina, Colombia, Guyana, Honduras y Perú.
En febrero de 2024 el gobierno de Maduro ordenó el cese del funcionamiento de la Oficina del Alto Comisionado de Derechos Humanos en Venezuela, ordenando la expulsión de 13 funcionarios de que operan en Caracas en un plazo de 72 horas, al considerar que la institución ha «instrumentalizado» su funcionamiento en contra del gobierno. Esto sucedió después de que Michael Fakhri, relator especial de la ONU sobre el derecho a la alimentación, asegurara que el gobierno le impidió visitar centros de detención y que cambiaron constantemente su agenda durante su visita de dos semanas a Venezuela. y también con relación a su opinión de la detención de su libertad a la activista de derechos humanos venezolana Rocío San Miguel, Maduro acusó a la organización de convertirse en "el bufete particular" de un "grupo de golpistas y terroristas". La oficina fue instalada en 2019 cuando Michelle Bachelet ocupaba esa posición.
En octubre desde la ONU el Consejo de Derechos Humanos de Naciones Unidas adoptó una resolución para extender por dos años hasta el 2026 el mandato de la Misión Internacional Independiente de determinación de los hechos sobre Venezuela. La resolución también pide a la Misión que investigue la represión tras las elecciones presidenciales de julio de 2024, incluyendo la violencia de los grupos armados partidarios del gobierno, conocidos como “colectivos”. Human Rights Watch recibió reportes creíbles de 23 asesinatos de manifestantes y transeúntes, e identificó evidencia que vincula a las fuerzas de seguridad y los “colectivos” con varios de estos asesinatos. Human Rights Watch pide a la Unión Europea y el gobierno de Estados Unidos deberían seguir utilizando su influencia, incluyendo las sanciones individuales, para presionar al gobierno de Maduro.
El 3 de diciembre de 2024 el Gobierno venezolano, a través de un comunicado, informó sobre la reactivación de la Oficina del Alto Comisionado para los Derechos Humanos de las Naciones Unidas, luego que el fiscal Karim Khan hiciera el reclamo de una promesa incumplida desde abril pasaron seis meses, cuando fueron expulsados los funcionarios en febrero de este año. El gobierno deberá entregar las credenciales a los funcionarios.

## Estructura
La misión está jerarquizada entre los miembros de las Naciones Unidas:
- Marta Valiñas (Presidenta)
- Francisco Cox Vial
- Paul Seils

La misión es una de los pocas que no se encuentran en el área dentro del país o territorio, Valiña lo explica:

La única razón por la cual no hemos realizado actividades de investigación in situ en Venezuela fue porque el Gobierno de Venezuela no lo quiso y no nos permitió hacerlo. He enviado seis comunicaciones al Gobierno de Venezuela entre enero y septiembre de este año y no he recibido ninguna respuesta. En estas comunicaciones solicité no sólo realizar una visita al país, pero también sostener reuniones con autoridades dentro o fuera del país. Igualmente, solicité datos oficiales e información sobre los casos que estábamos investigando. Ofrecimos también enviar al Gobierno nuestro informe para sus comentarios antes de publicarlo. No recibí respuesta alguna. Lamentamos profundamente que esta haya sido la ruta escogida por el Gobierno.
Discurso de Marta Valiñas, Presidenta de la Misión Internacional Independiente de Investigación sobre la República Bolivariana de Venezuela, a la 45° sesión del Consejo de Derechos Humanos.

## Informes
El 17 de septiembre de 2020 la Misión Internacional publicó un reporte de cuatrocientos cuarenta y tres folios y más de 250 entrevistas a las víctimas, acusa a Nicolás Maduro, a los ministros de Interior, Néstor Reverol, y Defensa, Vladimir Padrino López, a los jefes de los servicios de inteligencia, junto a otros 45 funcionarios del régimen venezolano, de crímenes de lesa humanidad, describiendo ejecuciones extrajudiciales, desapariciones forzadas, detenciones arbitrarias, tortura y tratos crueles cometidos en Venezuela desde 2014. El 5 de octubre el Consejo de Derechos Humanos de las Naciones Unidas aprobó una resolución que extendió el mandato de la Misión por dos años más.
La misión entrega el tercer informe presentado el 26 de septiembre de 2022 realizado por internacionalistas fundamentadas en 246 entrevistas confidenciales. El Consejo de Derechos Humanos de la ONU renueva por dos años más la Misión Internacional. De 49 estados que conforman el Consejo en la votación quedaron 19 a favor, 5 en contra y 23 abstenciones. El gobierno venezolano rechazó el tercer informe presentado el 26 de septiembre pasado.
El 20 de septiembre de 2023 la Misión Internacional Independiente de la Organización de las Naciones Unidas emite su cuarto informe, en el que detalla la intensificación de las violaciones a los Derechos Humanos.
El 21 de marzo de 2024 la Misión Internacional publicó y presentó un informe en voz de su presidenta Marta Valiñas quien concluyó que el gobierno continua cometiendo graves violaciones de los derechos humanos.
El 17 de septiembre de 2024 la Misión sobre Venezuela de la Organización de Naciones Unidas (ONU), presentó un informe divulgando sobre los sucesos postelectorales de julio, que las autoridades venezolanas llevaron de manera “consciente y planificada” acciones para desarticular y desmovilizar a la oposición,  Marta Valiñas, presidenta de la Misión expresó «Estamos presenciando una intensificación del aparato represivo del Estado en respuesta a lo que percibe como críticas, oposición o disidencia».  La Misión obtuvo información sobre la detención de 158 menores (130 niños y 28 niñas), donde se registraron protestas en las que hubo 25 fallecidos a las que el gobierno de Maduro ha culpado a la oposición de las muertes. Pudo confirmar que 24 de las 25 muertes fueron causadas por heridas de arma de fuego, la mayoría en el cuello. Describió la operación denominada “Tun Tun” aplicada en los Barrios, así como «Los métodos de tortura utilizados en los casos investigados incluyeron puñetazos; golpes con planchas de madera o con bates envueltos en espuma, y descargas eléctricas, incluidos en los genitales.» Finalmente la Misión expresó que «Los principales poderes públicos abandonaron toda apariencia de independencia y se sometieron abiertamente al Ejecutivo». Patricia Tappatá leyó una parte del informe:“Los métodos de tortura utilizados en los casos investigados incluyeron puñetazos; golpes con planchas de madera o con bates envueltos en espuma, y descargas eléctricas, incluidos en los genitales. Otros métodos registrados fueron la asfixia con bolsas de plástico, inmersión en agua fría y privación de sueño a través de iluminación y/o música con volumen alto las 24 horas del día”
El 18 de marzo de 2025 la Misión Internacional Independiente de determinación de los hechos sobre Venezuela en su última actualización de informes determinó, que Venezuela  continúan las detenciones arbitrarias de personas opositoras, o percibidas como tales, incluidos miembros de la oposición política, así como personas defensoras de derechos humanos y periodistas. Durante la exposición Marta Valiñas, presidenta de la Misión expresó "Este es el mismo patrón de actuación que la Misión ha previamente caracterizado como crímenes de lesa humanidad". Francisco Cox detalló que al menos 150 personas extranjeras fueron acusadas de participar en conspiraciones contra el Gobierno, "Los esfuerzos diplomáticos para intentar comunicarse con las personas detenidas son ignorados por el Gobierno de Nicolás Maduro, en contra del derecho internacional". Patricia Tappatá denunció sobre una de las protestas poselectorales de julio de 2024 en el estado de Aragua, en la que murieron siete personas.

## Galería
| |
| (2020) «Conclusiones detalladas de la Misión internacional independiente de determinación de los hechos sobre la República Bolivariana de Venezuela». |

| |
| (2021) Conclusiones detalladas de 2021, sobre el sistema judicial en Venezuela y su rol en la comisión de crímenes de lesa humanidad. |

| |
| (2022) «Crímenes de lesa humanidad cometidos a través de los servicios de inteligencia del Estado - estructuras y personas involucradas en la implementación de un plan para reprimir la oposición al gobierno». |

| |
| (2022) «La situación de los derechos humanos en el Arco Minero del Orinoco y otras áreas del estado de Bolívar». |

| |
| (2023) «El aparato estatal, sus mecanismos de represión y las restricciones al espacio cívico y democrático». |

| |
| (2023) «La Dirección de Acciones Estratégicas y Tácticas del Cuerpo de Policía Nacional Bolivariana y su relación con las antiguas Fuerzas de Acciones Especiales». |

| |
| (2024) Conclusiones detalladas de 2024, incluyendo sobre la represión posterior a las elecciones presidenciales el mismo año. |